# Vincent Weijl
Vincent Lucas Weijl (Amsterdam, 11 november 1990) is een Nederlandse voetballer die als aanvaller speelt.

## Clubvoetbal

### Jeugd
Weijl speelde bij AZ tot juli 2008 in de jeugd. Hij ging naar Liverpool. Bij Liverpool kwam Weijl in het tweede team van de Engelse club. Bij Liverpool speelde in het eerste de Nederlanders Dirk Kuijt en Ryan Babel en in het tweede de Nederlander Jordy Brouwer die van uit de jeugd van Ajax was gekomen. Bij Liverpool kwam hij niet verder dan het tweede en vroeg in de transferperiode aan de clubleiding of hij uitgeleend kon worden. Uiteindelijk huurde Helmond Sport de jonge Nederlander voor de rest van het seizoen 2009/10.

### Helmond Sport
Weijl moet Helmond Sport helpen om beter te gaan spelen. In zijn eerste wedstrijd voor de club tegen FC Zwolle kwam hij in de tweede helft het veld in. Helmond sport won met 2-0 maar zo veel stond het al toen Weijl erin kwam. In zijn tweede wedstrijd startte hij ook vanaf de bank en kwam al vroeg het veld in voor Bruno Andrade. Weijl gaf de 1-0 aan en maakte de 3-0. Dat was ook de einduitslag. De derde wedstrijd voor Weijl was uit tegen FC Oss. Hij begon in de basis maar werd in de 67ste minuut van het veld gehaald. Zijn vervanger was Mike Mampuya. De wedstrijd eindigde in 0-2 voor Helmond Sport, mede door een assist van Weijl in de 62ste minuut. Een week later speelde Helmond Sport tegen thuis tegen FC Volendam. Opnieuw startte Weijl in de basis maar ook werd hij opnieuw gewisseld in de tweede helft, ditmaal voor Joost Habraken. Deze wedstrijd eindigde in een 5-2-overwinning voor de ploeg van Weijl. De volgende wedstrijd voor Weijl was die tegen FC Den Bosch. Weijl startte op de bank en kwam in de 56ste minuut in het veld voor Youssef Chida bij een 1-0-achterstand. Weijl kon niks meer aan de achterstand doen en het werd uiteindelijk 2-1 voor de ploeg uit 's-Hertogenbosch. Het was de eerste nederlaag voor Weijl bij Helmond Sport na vier overwinningen. Een week later speelde Helmond Sport tegen Fortuna Sittard. Weijl startte op de bank en werd in de 46ste minuut ingebracht voor Rick Verbeek. De wedstrijd eindigde hetzelfde als hij ook begon: 0-0 was de uitslag. De volgende tegenstander voor Helmond Sport was FC Eindhoven. Weijl startte in de basis en speelde de wedstrijd uit. De wedstrijd eindigde in een verlies voor Weijl. De einduitslag was 3-2 voor de Eindhovenaren. Een week later kwam de verrassing van het seizoen op bezoek bij Helmond Sport: Go Ahead Eagles. Weijl speelde de hele wedstrijd. De uitslag was 0-0. Helmond Sport speelde een week later weer thuis, ditmaal tegen Telstar. Weijl kwam in de 73ste minuut in het veld voor Rick Verbeek. Telstar wint met 0-1 van Helmond Sport. Weijl zat tegen FC Dordrecht en SC Cambuur de hele wedstrijd op de bank. Tegen Dordrecht werd met 0-1 gewonnen en van Cambuur met 2-0 verloren. In de laatste wedstrijd van de competitie speelde Helmond Sport thuis tegen FC Emmen. Weijl zat de hele wedstrijd op de bank tot de 90ste minuut. De wedstrijd eindigde in een 2-0 winst voor de thuisclub. Daardoor speelt de club nog mee in de play-offs. In de eerste wedstrijd van de play-offs speelde Helmond Sport tegen FC Den Bosch. Bij de eerste wedstrijd zat Weijl niet bij de selectie. De wedstrijd werd met 1-2 verloren. De tweede wedstrijd waarin Weijl de hele wedstrijd op de bank zat werd met 1-2 gewonnen. Hierdoor was Helmond Sport doorgedrongen tot de tweede ronde van de play-offs. Hierin moet Helmond Sport het opnemen tegen Eredivisieclub Sparta Rotterdam. De eerste wedstrijd zat Weijl opnieuw de hele wedstrijd op de bank. De wedstrijd werd gewonnen door Helmond Sport met 2-1. De return is op 9 mei 2010 in Het Kasteel.
De periode van Weijl bij Helmond Sport was teleurstellend. Weijl kon geen basisspeler worden en kwam weer terug bij Liverpool voor het volgend seizoen. Weijl kreeg bij Liverpool concurrentie van de Hongaar Krisztián Németh die terugkeerde van een succesvol verhuur aan AEK Athene en jeugdspeler Lauri Dalla Valle. Weijl kreeg van de nieuwe coach Roy Hodgson geen rugnummer, net zoals zijn landgenoot Jordy Brouwer. Németh en Dalla Valle kregen allebei wel een rugnummer. Dit zou betekenen dat Weijl bij de reserves van Liverpool zou gaan spelen.

### SD Eibar en Cambuur
Eind augustus 2010 tekende hij een tweejarig contract bij het Spaanse SD Eibar dat uitkomt in de Segunda División B. Daar kocht hij eind 2011 zijn contract af en begin 2012 stapte hij over naar SC Cambuur.
Na slechts 8 duels verliet hij die club in januari 2013. Hij liep vervolgens drie maanden stage bij Columbus Crew maar vanwege problemen met een visum ging dat niet door. Hij ondertekende medio 2017 een contract bij het Roemeense FC Brașov maar die club schreef hem nooit officieel in.

### Wereldreiziger
Vervolgens speelde Weijl in Hongkong voor South China AA en Tai Po FC. In 2015 speelde hij voor CF Fuenlabrada dat uitkomt in de Segunda División B. Van de zomer van 2016 tot januari 2017 speelde Weijl in Denemarken voor FC Fredericia in de 1. division. Vervolgens ging hij in Maleisië voor PKNP spelen. In januari 2018 ging hij naar het Georgische Samtredia. Vanaf augustus 2018 speelt Weijl op IJsland voor ÍA in de 1. deild karla. Weijl werd met de club kampioen op het tweede niveau in IJsland, maar kwam zelf weinig aan bod en verliet de club eind 2018. Begin 2019 keerde hij terug in Nederland bij AFC in de Tweede divisie.

## Statistieken
| Seizoen        | Club                  | Land       | Competitie                      | Wed. | Goals |
| -------------- | --------------------- | ---------- | ------------------------------- | ---- | ----- |
| 2009/10        | FC Liverpool U23      | Engeland   | Premier Reserve League North    | 2    | 0     |
| 2009/10        | → Helmond Sport       | Nederland  | Jupiler League                  | 9    | 1     |
| 2010/11        | SD Eibar              | Spanje     | Segunda División B              | 4    | 0     |
| 2011/12        | SD Eibar              | Spanje     | Segunda División B              | 3    | 0     |
| 2011/12        | SC Cambuur Leeuwarden | Nederland  | Eerste divisie                  | 7    | 0     |
| 2012/13        | SC Cambuur Leeuwarden | Nederland  | Eerste divisie                  | 1    | 0     |
| 2013/14        | South China AA        | Hongkong   | Hong Kong First Division League | 9    | 2     |
| 2014/15        | Tai Po FC             | Hongkong   | Hong Kong First Division League | 15   | 8     |
| 2015/16        | CF Fuenlabrada        | Spanje     | Segunda División B              | 6    | 0     |
| 2015/16        | FC Fredericia         | Denemarken | 1. division                     | 13   | 1     |
| 2016/17        | FC Fredericia         | Denemarken | 1. division                     | 5    | 1     |
| 2016/17        | PKNP FC               | Maleisië   | Liga Super Malaysia             | 20   | 2     |
| 2017/18        | FC Samtredia          | Georgië    | Erovnuli Liga                   | 10   | 1     |
| 2018           | ÍA                    | IJsland    | 1. deild karla                  | 5    | 0     |
| Totaal         | Totaal                | Totaal     | Totaal                          | 109  | 16    |
| Bijgewerkt tot | 14 januari 2019       |            |                                 |      |       |